# St. Bartholomäus (Diedorf)

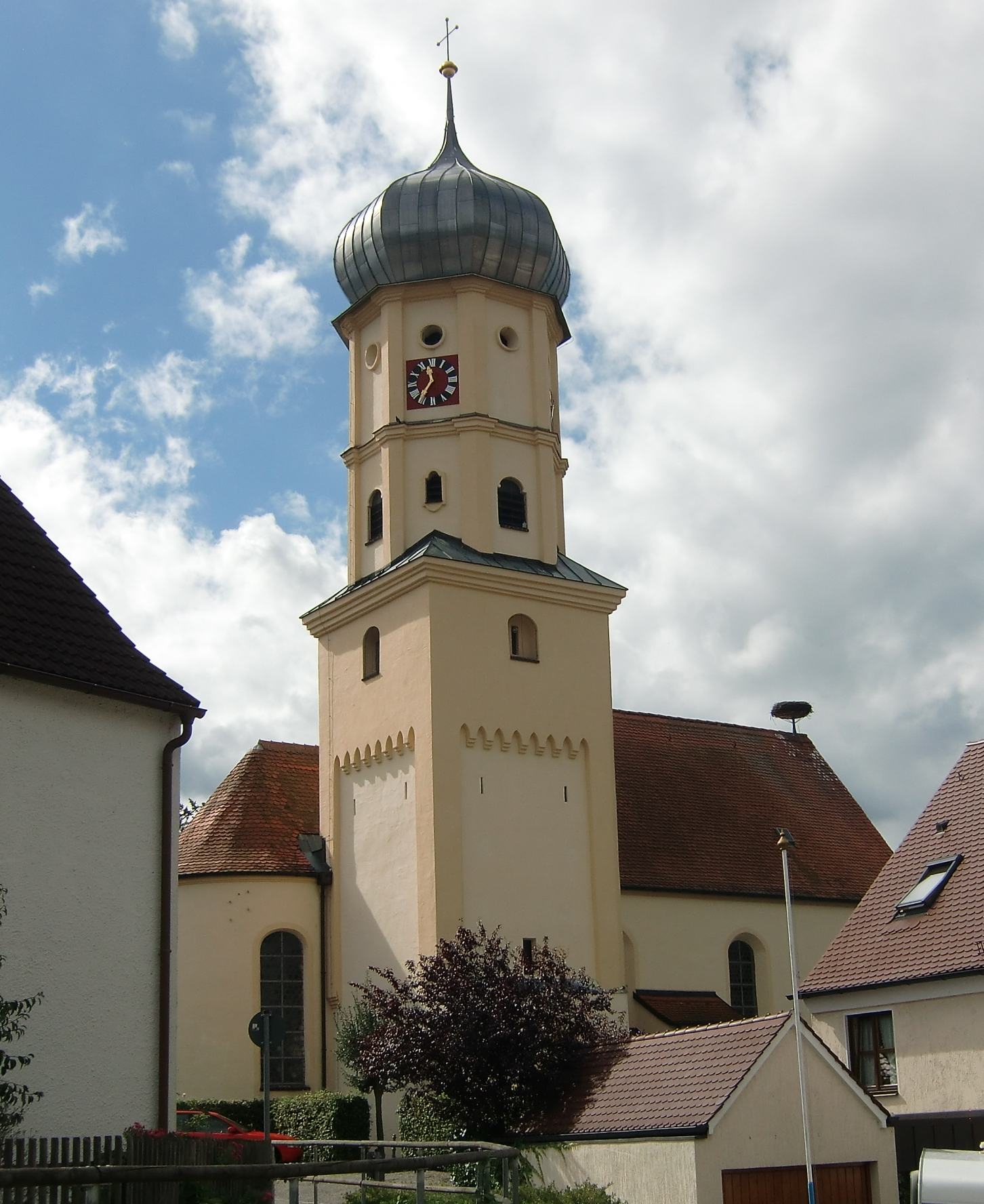
St. Bartholomäus in Diedorf

Die alte römisch-katholische Pfarrkirche St. Bartholomäus in der Marktgemeinde Diedorf im schwäbischen Landkreis Augsburg ist ein geschütztes Baudenkmal.

## Geschichte
1961 entdeckte man unterhalb der Kirche bei Kanalisationsarbeiten ein Tuffsteingrab aus der Zeit um 700/750. Bis 1860 war Diedorf Filiale der Pfarrei St. Adelgundis in Anhausen und wurde dann zur eigenen Pfarrei erhoben. 1264 gelangte Diedorf in den Besitz des Dominikanerinnenklosters St. Katharina in Augsburg, das auch über das Präsentationsrecht verfügte. Der Ort verfügte von Alters her über eigene kirchliche Rechte, mit einem Gottesacker, Tauf- und Trauungsrecht, sowie wechselnden Gottesdiensten. Die daraus resultierenden Streitigkeiten mit der Mutterpfarrei in Anhausen sind seit dem 14. Jahrhundert auch beurkundet.
1352 wird die Kirche von Diedorf in einem Schriftstück erstmals urkundlich erwähnt. Die untersten Geschosse des Turmes stammen noch aus der Zeit der Spätromanik. Die oberen Geschosse sind um 1450 entstanden. Darin haben sich im Inneren Reste von Fresken erhalten. 1716 stiftete das Augsburger Katharinenkloster aus Klostermitteln in Diedorf ein Benefizium, mit der Auflage, der Benefiziat sollte an Sonn- und Feiertagen die Frühmesse lesen und wöchentlich drei heilige Messen. Das Präsentationsrecht blieb weiterhin dem Kloster vorbehalten. Im 17. Jahrhundert wurde die baufällige Kirche mehrfach instand gesetzt; vor allem im Jahr 1632 erlitt sie schwere Schäden im Dreißigjährigen Krieg. Der Baumeister Joseph Meitinger aus Ustersbach ließ 1736 einen neuen Chor und ein neues Langhaus errichten, die Sakristei erweitern und den Turm um ein Oktogon erhöhen. Die Pläne für den Kirchenneubau lieferte er bereits 1728. Am Bau beteiligt war der Zimmermeister Georg Höck aus Deubach. Die Baukosten beliefen sich auf 1500 fl. 1751 wurde die Kirche vom Augsburger Weihbischof Franz Xaver Adelmann von Adelmannsfelden neu geweiht. 
1821 erhielt die Turmkuppel ein Kreuz vom Katharinenkloster. Nach der Säkularisation fiel das Präsentationsrecht an den bayerischen König. Die Trennung der Filiale Diedorf von der Pfarrei Anhausen erfolgte durch Bestätigung des Landesherren am 3. April 1860 und durch den Bischof am 3. April 1860. Nach dem Bau der neuen Pfarrkirche Herz Mariä in den Jahren 1965/67 wurde die alte Kirche geschlossen. Dringende Instandsetzungsarbeiten der Kirche erfolgten 1974. Heute werden in den Sommermonaten von Mai bis September die Messen am Dienstagabend dort gefeiert.

## Architektur
Der dreiachsige Bau besitzt eine Stichkappentonne und einen Chor mit halbrundem Schluss. Der sechsgeschossige Turm ist mit einem Oktogon mit Zwiebelhaube versehen.

## Ausstattung
Die Deckenfresken in Chor und Langhaus schuf der einheimische Maler Johann Georg Kuen. Die Stuckarbeiten stammen vom Kirchenbaumeister und Stuckateur Joseph Meitinger und sind 1736 entstanden. Altäre und Kanzel fertigte Johann Konrad Rist 1736/1739. Das Hochaltarblatt zeigt die Kommunion der hl. Gertrud. Es stammt ursprünglich vom Altar der Gertrudkapelle im Augsburger Dom und wurde für eine umfassende Neugestaltung bzw. Regotisierung des Dominneren 1859/1863 an die Pfarrkirche von Diedorf verkauft. Die Bilder der Seitenaltäre stellen den hl. Sebastian sowie den hl. Joseph dar.

## Orgel
Die Orgel wurde 1915 mit pneumatischen Kegelladen von Willibald Siemann als Opus 334 erbaut. Das Instrument ist noch weitestgehend im Originalzustand erhalten. Es verfügt über 13 Register, verteilt auf zwei Manualen und Pedal. Die Disposition lautet:
| I. Manual C–f3    |       |
| Principal         | 8′    |
| Harmonieflöte     | 8′    |
| Dolce             | 8′    |
| Oktav             | 4′    |
| Cornett-Mixtur IV | 2 ⁄3′ |

| II. Manual (Schwellwerk) C–f3 |    |
| Lieblich Gedeckt              | 8′ |
| Gamba                         | 8′ |
| Aeoline                       | 8′ |
| Vox coelestis                 | 8′ |
| Traversflöte                  | 4′ |

| Pedal C–d1 |     |
| Subbaß     | 16′ |
| Zartbaß    | 16′ |
| Cello      | 08′ |

- Koppeln: II/I, I/P, II/P

Suboktavkoppel: II/I
Superoktavkoppel: II/I
- Spielhilfen: vier feste Kombinationen (p, mf, f. Tutti)

## Glocken
Das Geläut bestand ursprünglich aus vier Glocken. Die drei größten wurden 1967 in die neue Pfarrkirche Herz Mariä transferiert. Die kleinste Glocke verblieb im Turm. 

## Umgebung
Unterhalb der Kirche steht im sogenannten Bürgerpark Diedorf eine Lourdesgrotte. Errichtet wurde sie 1907/1908 entsprechend einem Gelübde des Krankenpflegers Johann Kraus durch dessen Erben.